# Temporada da NFL de 1942
A Temporada de 1942 da NFL foi a 23ª temporada regular da National Football League. E, um ano antes, ocorreu na manhã de domingo de 7 de Dezembro de 1941, o ataque militar surpresa do Serviço Aéreo Imperial da Marinha Japonesa contra a base naval estadunidense de Pearl Harbor, no Oceano Pacífico, na ilha de O'ahu, no Havaí, perto de Honolulu. Após este ocorrido, o presidente dos Estados Unidos na época, Franklin Roosevelt, resolveu enviar tropas para combaterem na Segunda Guerra Mundial, dentre os enviados, estavam atletas de futebol americano, que desfalcaram assim, suas respectivas equipes.
Um dos exemplos de alistados e enviados a guerra em 1942, foi o atleta de atletismo e tackle do New York Giants, Albert Charles Blozis, conhecido por Al Blozis, que foi morto na Cordilheira dos Vosgos, na França em 31 de Janeiro de 1945, aos 26 anos. Ele, e quase mil vítimas do confronto, são homenageadas no Hall de Fama da Segunda Guerra Mundial do Pro Football Hall of Fame. 
Em 1942, a equipe vencedora da National Football League, foi o então conhecido Washigton Redskins, sobre o Chicago Bears, por 14 a 6 em 13 de Dezembro de 1942, para um total de 36,006 espectadores no Griffith Stadium em Washigton, D.C, pelo championship game da NFL.
O Draft para aquela temporada foi realizado em 21 de dezembro de 1941 no Palmer House em Chicago, Illinois. E, com a primeira escolha, o Pittsburgh Steelers selecionou o fullback Bill Dudley da Universidade da Virgínia.

## Classificação Final
Assim ficou a classificação da final da National Football League em 1941.
P = Nº de Partidas, V = Vitórias, D = Derrotas, E = Empates, PCT = Porcentagem de vitória, DIV = Recorde de partidas da própria divisão, PF = Pontos a favor, PA = Pontos contra.
| Eastern Division    |    |   |   |      |     |     |     |
| Time                | V  | D | E | PCT  | DIV | PF  | PC  |
| Washington Redskins | 10 | 1 | 0 | .909 | 7-1 | 227 | 102 |
| Pittsburgh Steelers | 7  | 4 | 0 | .636 | 5–3 | 167 | 119 |
| New York Giants     | 5  | 5 | 1 | .500 | 4–4 | 155 | 139 |
| Brooklyn Dodgers    | 3  | 8 | 0 | .273 | 2–6 | 100 | 168 |
| Philadelphia Eagles | 2  | 9 | 0 | .182 | 2–6 | 134 | 239 |

| Western Division  |    |    |   |       |     |     |     |
| Time              | V  | D  | E | PCT   | DIV | PF  | PC  |
| Chicago Bears     | 11 | 0  | 0 | 1.000 | 8-0 | 376 | 84  |
| Green Bay Packers | 8  | 2  | 1 | .800  | 6–2 | 300 | 215 |
| Cleveland Rams    | 5  | 6  | 0 | .455  | 3–5 | 150 | 207 |
| Chicago Cardinals | 3  | 8  | 0 | .273  | 3–5 | 98  | 209 |
| Detroit Lions     | 0  | 11 | 0 | .000  | 0–8 | 38  | 263 |

## NFL Championship Game
O NFL Championship Game (jogo do título), foi vencido pelo então conhecido Washigton Redskins, sobre o Chicago Bears, por 14 a 6 em 13 de Dezembro de 1942, para um total de 36,006 espectadores no Griffith Stadium em Washigton, D.C .

## Líderes em estatísticas da Liga
| Estatística | Nome         | Time                | Jardas |
| ----------- | ------------ | ------------------- | ------ |
| Passe       | Cecil Isbell | Green Bay Packers   | 2021   |
| Corrida     | Bill Dudley  | Pittsburgh Steelers | 696    |
| Recebendo   | Don Hutson   | Green Bay Packers   | 1211   |

## Prêmios
O Joe F. Carr Trophy, na época, nomeação do prêmio destinado ao jogador mais valioso (Most Valuable Player - MVP), foi entregue, pelo segundo consecutivo a Don Hutson, Wide Receiver do Green Bay Packers.

## Troca de Treinadores
- Detroit Lions: Bill Edwards foi demitido após três partidas. E o cargo foi assumido por John Karcis, nas oito partidas restantes[13].
- Chicago Bears: George Halas deixou o cargo após cinco jogos em 1942, para servir na Marinha dos Estados Unidos durante a Segunda Guerra Mundial. Em seu lugar, Hunk Anderson e Luke Johnsos atuaram como co-treinadores da equipe[14].
- Brooklyn Dodgers: Jock Sutherland foi substituído pelo assistente, Mike Getto[15].

## Troca de Estádios
- Cleveland Rams mudou do Cleveland Municipal Stadium para o League Park[16].
- Philadelphia Eagles voltou do Philadelphia Municipal Stadium para o Shibe Park, onde jogou em 1940[17].

## Biografia
- NFL Record and Fact Book (ISBN 1-932994-36-X)
- NFL History 1931–1940 (Last accessed December 4, 2005)
- Total Football: The Official Encyclopedia of the National Football League (ISBN 0-06-270174-6)